# 全国児童・生徒木工工作コンクール
全国児童・生徒木工工作コンクール（ぜんこくじどう・せいともっこうこうさくコンクール）は、日本木材青壮年団体連合会が主催する、小中学生を対象に主に夏休み期間に作成した木工作品を対象とするコンクール。

## 概要
毎年開催されており、2016年度で41回目となる。全国より2万点以上の応募があり、県単位での審査を経た80-100作品が最終審査を受ける。文部科学大臣、農林水産大臣、林野庁、NHK、損保ジャパン他の団体の協賛、協力の基、各賞が最終的に決定される。審査委員長は全国造形教育連盟の委員長が務めている。
小学校低学年（1-4年）、小学校高学年（5，6年）、中学生の3部で構成されている。

## エントリーの流れ
夏休み期間作成した作品を各校よりエントリーを受け（9月頃）、各県の木青会のメンバーが作品の回収などを行う。メンバーがいないエリアや、メンバーがいても木工工作コンクールを受け付けていない県もあるので日本木材青壮年団体連合会の事務局もしくは当年の担当委員長に確認が必要。エントリーを行い、各地域や県での審査会（9-12月）を経た作品が審査会（翌年3月）に送られる。最終審査を受け、受賞が決まった作品は日本木材青壮年団体連合会の全国大会（翌年5，6月）へ送られ、展示と受賞者向けの表彰式が実施される。